# جیمز فرانکلین بل
جیمز فرانکلین بل (انگلیسی: J. Franklin Bell; ۹ ژانویهٔ ۱۸۵۶ – ۸ ژانویهٔ ۱۹۱۹) سرلشکر نیروی زمینی ایالات متحده آمریکا بود، که در فاصله سال‌های ۱۹۰۶ تا ۱۹۱۰ به‌عنوان چهارمین رئیس ستاد نیروی زمینی ایالات متحده آمریکا فعالیت می‌کرد.
بل فعالیت نظامی را از سال ۱۸۷۸ در نیروی زمینی آمریکا آغاز کرد، از ۱۹۰۰ تا ۱۹۰۱ فرمانده تیپ ۴ لشکر ۲ پیاده بود، در فاصله سال‌های ۱۹۰۳ تا ۱۹۰۶ فرماندهی کالج فرماندهی و ستاد نیروی زمینی ایالات متحده آمریکا را برعهده داشت، از ۱۹۱۱ تا ۱۹۱۵ به‌عنوان فرمانده لشکر ۴ پیاده فعالیت می‌کرد و از ۱۹۱۵ تا ۱۹۱۷ فرماندهی تیپ پشتیبانی هفتاد و هفتم را برعهده داشت.
وی در جنگ‌های سرخ‌پوستان، جنگ آمریکا و اسپانیا، جنگ فیلیپین و آمریکا و جنگ جهانی اول حضور داشت و در سال ۱۹۱۹ پس از ۴۱ سال خدمت از نیروهای مسلح آمریکا بازنشسته شد.